# 138 г. пр.н.е.
138 (сто тридесет и осма) година преди новата ера (пр.н.е.) е година от доюлианския (Помпилийски) римски календар.

## Събития

### В Римската република
- Консули са Публий Корнелий Сципион Назика Серапион и Децим Юний Брут Калаик.
- Римляните основават Валенсия.[notes 1][1]
- Военна кампания на консула Брут в Северозападна Испания.[1]
- Марк Попилий Ленат претърпява неуспех при атаката си на Нуманция.[2]

### В Азия
- Антиох VII Сидет се възкачва на трона на Селевкидите.
- След смъртта на Атал II, Атал III наследява трона на Пергам.[1]
- Фраат II става владел на Партия.[1]

## Родени
- Луций Корнелий Сула, римски държавник, военачалник и диктатор (умрял 78 г. пр.н.е.)
- Луций Апулей Сатурнин, римски политик (умрял 100 г. пр.н.е.)

## Починали
- Диодот Трифон, цар на елинистичното Селевкидско царство
- Антиох VI Дионисий, цар на елинистичното Селевкидско царство (роден 148 г. пр.н.е.)
- Атал II, цар на Пергам (роден 220 г. пр.н.е.)
- Митридат I, владетел на Партия

Бележки:
1. ↑  Или през следващата 137 г. пр.н.е.